# Manuel Jordán Valdivieso
Manuel Jordán Valdivieso (Santiago, 6 de abril de 1798-Longaví, 27 de noviembre de 1825) fue un militar chileno que participó en la guerra de la Independencia de Chile, en el bando patriota, y también en la campaña de Quito al servicio de la Gran Colombia. Durante estas contiendas sirvió como jinete en los ejércitos liderados por generales como José Miguel Carrera, José de San Martín y Antonio José de Sucre, siendo ayudante de campo de este último. Murió en combate en 1825 durante la guerra a muerte en el sur de Chile, enfrentando a la montonera realista de los hermanos Pincheira.

## Biografía

### Nacimiento y familia
Nació en Santiago el 6 de abril de 1798, siendo su padre Servando Jordán y Mosti, oficial español de la Armada española, y su madre la criolla chilena María del Rosario Dominga Fernández de Valdivieso y Portusagasti. Su padre provenía de la ilustre familia de los condes de Mirasol, de la ciudad de Jerez.
En 1793 su padre zarpó de Cádiz, su ciudad natal, rumbo a América y llegó a la Capitanía General de Chile a bordo de la fragata de guerra Santa Bárbara, de la que era su segundo comandante. En Chile pasó a desempeñar varias comisiones, y el 8 de marzo de 1796 contrajo matrimonio en la parroquia de San Isidro de Santiago con su madre, fundando una nueva familia en el lugar. Tuvieron cinco hijas y cuatro hijos, entre ellos Manuel Jordán.
Manuel Jordán contrajo matrimonio con Carmen del Manzano. Posteriormente, Carmen se casó con su hermano Gabriel Jordán Valdivieso. Otro de sus hermanos, Servando Jordán Valdivieso, también participó en la guerra de independencia.

### Trayectoria militar

#### Independencia de Chile
En abril de 1813, a los 15 años, abandonó su hogar y se enroló en calidad de soldado voluntario en el ejército patriota que se organizaba en Santiago. Al ser de familia noble fue nombrado cadete en el Regimiento Húsares de la Gran Guardia, cuerpo que servía de escolta al general José Miguel Carrera. Participó en la campaña de la Patria Vieja y con la derrota patriota en la batalla de Rancagua en 1814, se vio obligado a emigrar a Mendoza. Por su lealtad a Carrera no se unió al Ejército de los Andes, que partió en campaña hacia Chile, y se dirigió, en cambio, hacia Buenos Aires.
En 1817, después de la batalla de Chacabuco, regresó a Chile en una comisión revolucionaria y fue detenido por sospecha de ser parte de una conspiración carrerina de ese año que buscaba derrocar al director supremo Bernardo O'Higgins. El 23 de marzo de 1818 fue liberado por Manuel Rodríguez y pasó a formar parte de la oficialidad de los Húsares de la Muerte, cuerpo creado para defender Santiago ante el desastre de Cancha Rayada. Posteriormente, participó con 20 años de edad en la decisiva batalla de Maipú el 5 de abril, incorporado como alférez en el cuerpo de Cazadores a Caballo, que formaba parte del Ejército Unido Libertador de Chile comandado por el general José de San Martín. Durante la batalla fue herido en la pierna al lado de su comandante Santiago Bueras que fue derribado muerto de su caballo.
En 1819 participó en la campaña al sur de Chile y se destacó en las primeras acciones de la guerra a muerte. Al mando del comandante Ramón Freire estuvo en el combate de Curalí en mayo, en donde contribuyó con los cazadores a desbaratar las fuerzas del caudillo realista Vicente Benavides. Luego actuó en los poblados de la llanura y de entre los ríos Ñuble y Itata, apoyando a algunas partidas patriotas que se enfrentaban a las guerrillas realistas que hostilizaban la zona. En un combate en Pocillas el 8 de junio, se distinguió arrollando a una montonera a la que persiguió a la cabeza de una compañía de cazadores hasta un desfiladero cercano a la cordillera, provocándoles en la persecución 30 bajas. El 22 de julio dispersó a otra montonera en la hacienda de Cucha, matando a 10 hombres. El 20 de septiembre concurrió con la caballería a un exitoso enfrentamiento entre los vados de Curanilahue y el río Laja, a las órdenes del comandante Pedro Andrés del Alcázar. El 24 de diciembre fue ascendido a teniente del escuadrón de cazadores.
Durante los preparativos de la expedición libertadora del Perú, fue tomado preso en Valparaíso por el Batallón de Marina en el que estaba integrado. Se le acusaba de estar implicado en la conspiración carrerina de abril de 1820, para derrocar el gobierno de O'Higgins. Se fugó del recinto en donde estaba encarcelado, pero incomodándole la clandestinidad, entró en negociaciones caballerescas con O'Higgins para salir del país.

#### Al servicio de la Gran Colombia
El entonces capitán Manuel Jordán y otros individuos acusados de conspirar fueron desterrados a la Nueva Granada, siendo embarcados en el bergantín Pueyrredón que se dirigió a San Buenaventura. Allí se incorporó al ejército de la Gran Colombia junto a algunos de sus compatriotas que habían sido expulsados de Chile.
Fue integrado a la división del general Antonio José de Sucre, que por órdenes del general Simón Bolívar salió por mar de San Buenaventura hacia Guayas para auxiliar a la revolución de Guayaquil, iniciada el 9 de octubre, y a la cual se había asociado Jordán. Considerando sus méritos, Sucre lo nombró ayudante de campo, incorporándolo a su Estado Mayor, y en ese puesto, hizo la campaña de la sierra y el 19 de agosto de 1821 luchó en la batalla de Yaguachi. En la batalla de Ambato el 12 de septiembre, salvó de caer prisionero de los realistas a Sucre, a quien, hallándolo herido y en apuros, lo alzó a la grupa de su caballo y atravesó las líneas enemigas para luego dirigirse a Guayaquil y rehacerse.
Posteriormente, participó en el combate de Riobamba el 21 de abril de 1822 y en la decisiva batalla de Pichincha el 24 de mayo, recibiendo como premio por esta última batalla una medalla y el ascenso de teniente coronel del ejército grancolombiano. Dos meses después de Pichincha, el ahora comandante, a sus 24 años, pidió licencia para dirigirse a Chile, otorgándoselo Sucre por seis meses, aunque sin mucho ánimo de desprenderse de este oficial.

#### Regreso a Chile y muerte en acción
Habiendo obtenido permiso para regresar a Chile por parte del gobierno de aquel país, pudo llegar a Santiago a mediados de 1822. Pero el 15 de septiembre fue nuevamente arrestado durante la noche por ser simpatizante del general Carrera y sus ideas, a pesar de que para entonces este ya había muerto. Las reclamaciones realizadas por su familia y también por Joaquín Mosquera, ministro plenipotenciario acreditado en Chile por la Gran Colombia, no sirvieron para ponerlo en libertad. No obstante, logró fugarse del lugar en el que se encontraba detenido por medio de un ardid y su agilidad. Luego huyó al sur ante la persecución del gobierno de O'Higgins y se reunió a orillas del río Maule con el general Freire, siendo incorporado a su ejército con vítores de sus antiguos camaradas.
Tras la abdicación de O'Higgins en enero de 1823, fue nombrado comandante de armas de Concepción. Posteriormente, fue designado comandante del Regimiento Dragones de la República, y se le envió de guarnición a Talcahuano, en donde poco después es nombrado gobernador militar del lugar.
Nuevamente volvió a involucrarse en la guerra contra los realistas en el sur de Chile. En enero de 1825 se vio envuelto en la sofocación de los motines de soldados acaecidos en Los Guindos, cerca de Chillán, y Yumbel, que era la plaza que estaba a su cargo. El 27 de noviembre intentó osadamente con un destacamento de 60 dragones cerrarle el paso cerca de Longaví a la montonera de los hermanos Pincheira liderada por Pablo Pincheira, que venía ese mismo día en la mañana retirándose derrotado de Parral por la guarnición del lugar. Pero Pincheira, a pesar de la derrota anterior, y contando con fuerzas muy superiores a las de Jordán, empeñó combate en la tarde de ese día con mucha ventaja, siendo el destacamento patriota envuelto y atacado por todos lados, cayendo muerto Jordán en una sangrienta resistencia con 51 de sus dragones. Su cuerpo fue encontrado en el sitio con muchas heridas de lanza, demostrando lo cruento de la guerra en el sur. El 16 de diciembre, el gobierno chileno, decretó, en honor a la memoria de Jordán, una ley que establecía que el escuadrón de caballería que comandaba se llamaría Escuadrón Jordán 4.º del Regimiento Dragones de la Libertad.
En consideración a los servicios que prestó durante la independencia, el gobierno chileno le concedió un montepío a su madre, y el 9 de septiembre de 1862 se dictó una ley que concedía ese montepío a su hermana Dolores Jordán.